# Ludwig Schaller (Bildhauer)
Ludwig Schaller (* 13. Oktober 1804 in Wien; † 29. April 1865 in München) war ein österreichischer Bildhauer.

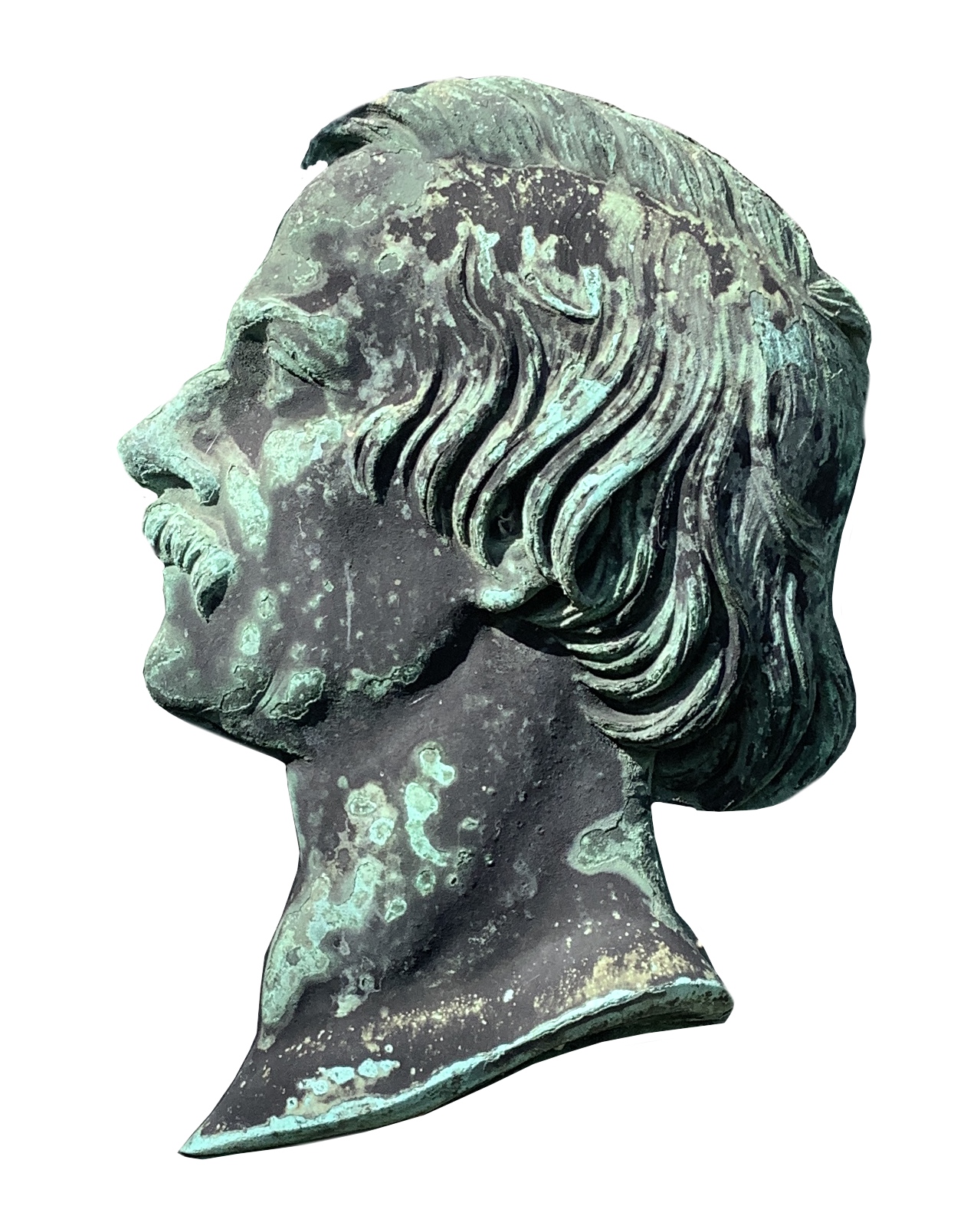
Ludwig Schaller, Bronzeportrait aus dem Grabmedaillon

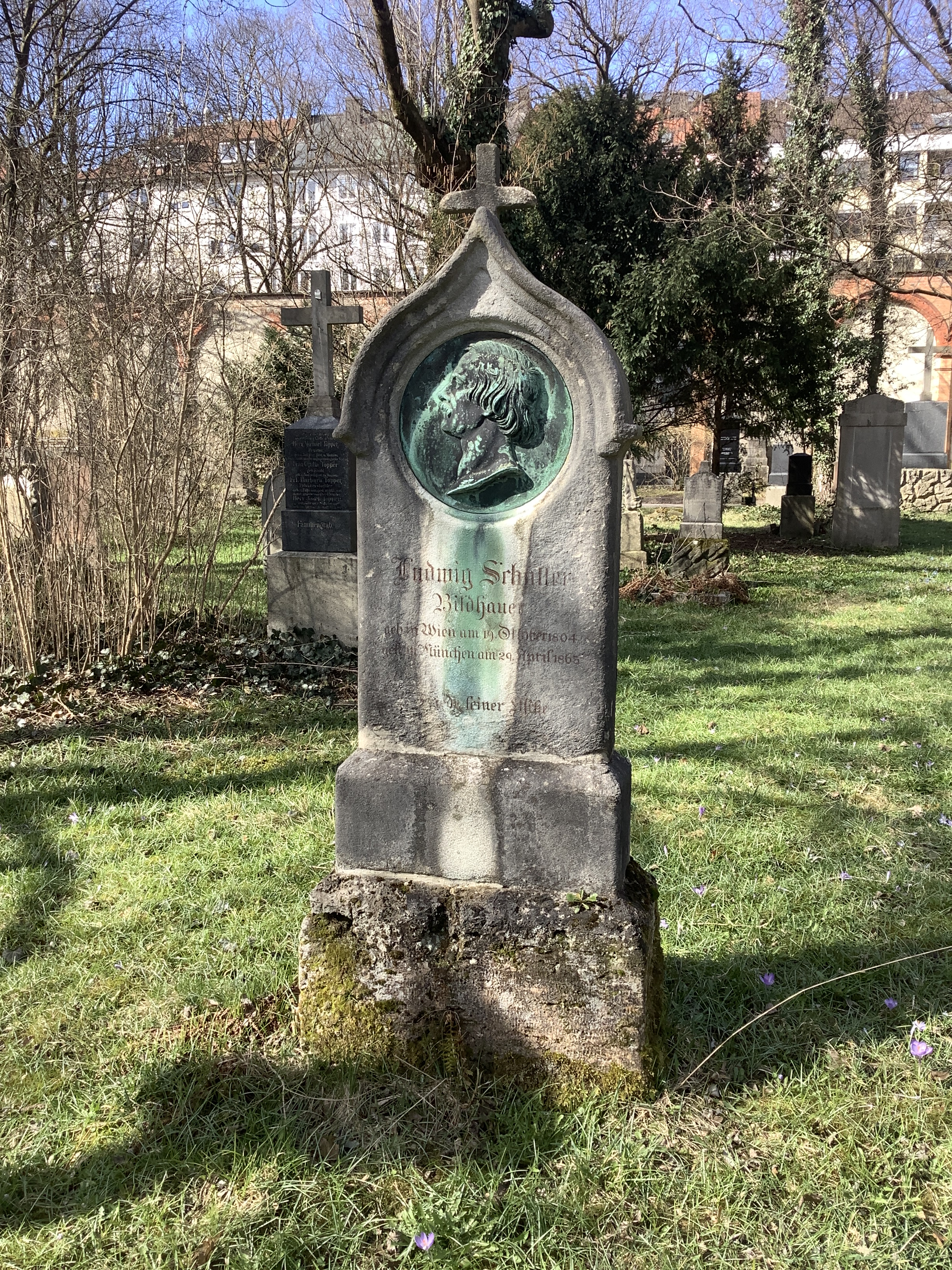
Grab von Ludwig Schaller auf dem Alten Südlichen Friedhof in München

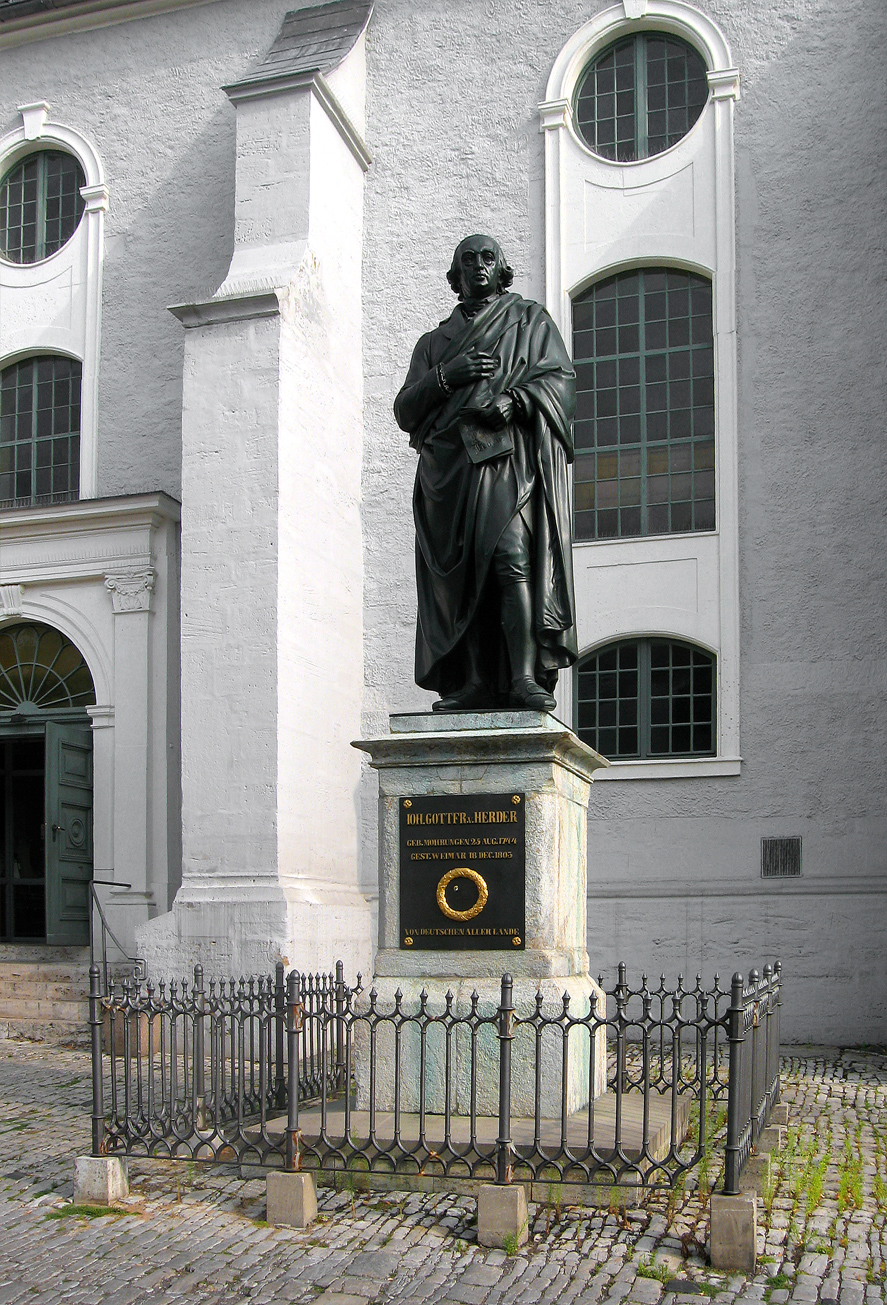
Herder-Standbild vor der Stadtkirche St. Peter und Paul (Herderkirche) in Weimar

## Leben
Ludwig Schaller wurde 1804 in Wien als Sohn des Historienmalers Anton Schaller (1773–1844) in eine Künstlerfamilie geboren. Sein Onkel Johann Nepomuk Schaller (1777–1842) war Bildhauer, sein älterer Bruder Eduard (1802–1848) war ebenfalls Historienmaler.
Schaller war trotz frühzeitiger Begeisterung für die Kunst für den geistlichen Stand bestimmt. Er trat deshalb mit 18 Jahren in das Wiener Piaristenkloster ein. Auf Anraten von einigen Geistlichen wechselte er an die Wiener Akademie der bildenden Künste, um sich in Zeichnen, Modellieren und Holzskulptur, letzteres bei Joseph Käßmann (1784–1856), zu üben. Weiteren Unterricht in Bildhauerei hatte er auch im Atelier seines Onkels.
1828 ging Schaller gemeinsam mit seinem Freund Moritz von Schwind nach München, um bei Johannes Leeb, Ernst Mayer und schließlich bei Ludwig Schwanthaler zu arbeiten. Unter Schwanthalers Leitung konnte Schaller an der Ausschmückung der Alten Pinakothek und des Festsaalbaues der Münchner Residenz mitwirken.
Der Stil seiner Arbeiten wurde bestimmt durch die klassische Schulung an der Wiener Akademie wie auch durch die nazarenischen Einflüsse seines Onkels. Auch der romanţische Stil Schwanthalers wurde sichtbar.
Ludwig Schaller starb 1865 im Alter von 60 Jahren in München.

## Grabstätte
Die Grabstätte von Ludwig Schaller befindet sich auf dem Alten Südlichen Friedhof in München (Gräberfeld 30 – Reihe 2 – Platz 14) Standort.

## Werke (Auswahl)
- Statue des Großherzogs Ludwig in Darmstadt
- Herder-Standbild für Weimar.
- Für die Ruhmeshalle von König Ludwig I. in München: die Kolossal-Büsten von Veit Stoß, Hans Burgkmair, Peter Canisius, Franz von Mercy, Joachim Sandrart, Johann Karl von Thüngen, Balthasar Neumann, Johann Christoph Gatterer und Lorenz von Westenrieder
- Für die Nischen der Glyptothek die Standbilder des Prometheus und Phidias